# Raïon de Krytchaw
Le raïon de Krytchaw (en biélorusse : Крычаўскі раён, Krytchawski raïon ; en russe : Кричевский район, Kritchevski raïon) est une subdivision de la voblast de Moguilev, en Biélorussie. Son centre administratif est la ville de Krytchaw.

## Géographie
Le raïon couvre une superficie de 777,54 km2, dans l'est de la voblast. Le raïon de Krytchaw est limité au nord par le raïon de Mstsislaw et la Russie (oblast de Smolensk), à l'est et au sud par le raïon de Klimavitchy et à l'ouest par le raïon de Tcherykaw.

### Villes et villages
- Molyatichi

## Histoire
Le raïon de Krytchaw a été créé le 17 juillet 1924.

## Population

### Démographie
Les résultats des recensements de la population (*) depuis 1959 font apparaître une légère croissance jusqu'aux années 1980. La population a ensuite perdu dix pour cent de ses effectifs au cours de chacune des deux décennies suivantes :
| 1959*  | 1970*  | 1979*  | 1989*  | 1999*  | 2009*  |
| ------ | ------ | ------ | ------ | ------ | ------ |
| 42 429 | 44 914 | 45 279 | 45 156 | 40 137 | 35 133 |

### Nationalités
Selon les résultats du recensement de 2009, la population du raïon se composait de deux nationalités principales :
- 92,16 % de Biélorusses ;
- 6,41 % de Russes.

### Langues
En 2009, la langue maternelle était le biélorusse pour 60,66 % des habitants du raïon de Krytchaw et le russe pour 38,28 %. Le biélorusse était parlé à la maison par 19,25 % de la population et le russe par 76,78 %.